# Mycobacterium
Mycobacterium — рід бактерій типу Actinobacteria, єдиний рід своєї родини Mycobacteriaceae. Рід містить кілька відомих патогенів, які здатні спричинити тяжкі захворювання ссавців, включаючи туберкульоз, лепру, виразку Бурулі.

## Різноманіття
- Родина Mycobacteriaceae - Грецький префікс «myco-» (від грец. Μύκης — гриб) присвоєно даному таксону бактерій через здатність багатьох представників роду утворювати грибоподібний міцелій на одній зі стадій розвитку (зазвичай за сприятливих умов).

- Рід Mycobacterium

Виділяють 3 групи:
1. Патогенні
- M. tuberculosis збудники
- M. bovis        туберкульозу
- M. africanum
- M. leprae — збудник лепри (прокази)

2. Умовно-патогенні (40 видів)
- M. avium
- M. kansasii спричинюють
- M. marinum атипові мікобактеріози
- M. ulcerans — виразка Бурулі

3. Сапрофіти
- M. smegmatis та ін. — представники нормальної мікрофлори

## Біологічні характеристики

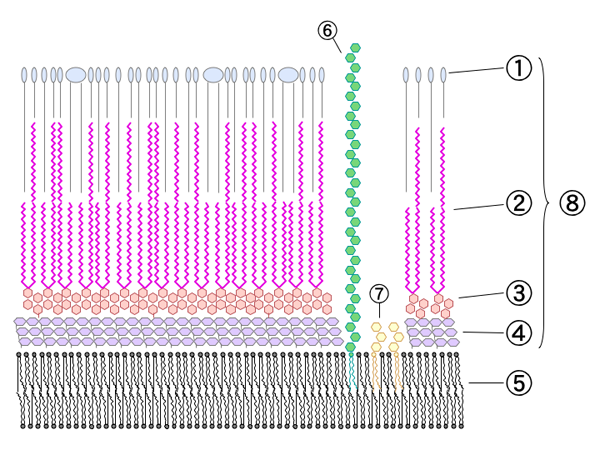
Клітинна стінка Mycobacterium: 1-зовнішні ліпіди, 2-міколова кислота, 3-полісахариди (арабінокалактан), 4-паптидоглікан, 5-цитоплозматична мембрана, 6-ліпоарабіноманан (LAM), 7-манозид-фосфатиділінозитол, 8-«скелет» клітинної стінки

Представники роду Mycobacterium — це аеробні нерухомі бактерії (за виключенням Mycobacterium marinum, здатного рухатися всередині макрофагів), кислотостійкі. Ці бактерії не утворюють спор і капсул та зазвичай розглядаються як грам-позитивні. Хоча вони і не забарвлюються за Грамом, їх класифікують як кислотостійкі грам-позитивні бактерії через відсутність у них зовнішньої мембрани.
Всі види роду характеризуються унікальною структурою клітинної стінки, товстішою за більшість бактерій, гідрофобною, восковистою, багатою на міколову кислоту та її солі. Головними шарами клітинної стінки є шари гідрофобних міколатів та шар пептидоглікану, зв'язаний з молекулами полісахариду-арабіногалактану. Клітинна стінка у великій мірі впливає на стійкість представників роду, в результаті її компоненти стають основними цілями для нових ліків проти хвороб, які спричинюють ці бактерії

## Види
- M. abscessus[en]
- M. africanum
- M. agri[en]
- M. aichiense[en]
- M. alvei[en]
- M. arosiense[en]
- M. arupense[en]
- M. asiaticum[en]
- M. aubagnense[en]
- M. aurum[en]
- M. austroafricanum[en]
- Mycobacterium avium complex (MAC) — група видів, що спричинюють генералізовані форми туберкульозу, які належать до групи ВІЛ-асоційованих інфекцій і є частою причиною смерті хворих на СНІД
M. avium[en]
M. avium paratuberculosis[en] — збудник хвороби Крона людини і хвороби Джона овець
M. avium silvaticum[en]
M. avium «hominissuis»[en]
M. colombiense[en]
- M. boenickei[en]
- M. bohemicum[en]
- M. bolletii[en]
- M. botniense[en]
- M. bovis
- M. branderi[en]
- M. brisbanense[en]
- M. brumae[en]
- M. canariasense[en]
- M. canettii
- M. caprae[en]
- M. celatum[en]
- M. chelonae[en],
- M. chimaera
- M. chitae[en]
- M. chlorophenolicum[en]
- M. chubuense[en]
- M. conceptionense[en]
- M. confluentis[en]
- M. conspicuum[en]
- M. cookii[en]
- M. cosmeticum[en]
- M. diernhoferi[en]
- M. doricum[en]
- M. duvalii[en]
- M. elephantis[en]
- M. fallax[en]
- M. farcinogenes[en]
- M. flavescens[en]
- M. florentinum[en]
- M. fluoroanthenivorans[en]
- M. fortuitum[en]
- M. fortuitum subsp. acetamidolyticum[d]
- M. frederiksbergense[en]
- M. gadium[en]
- M. gastri[en]
- M. genavense[en]
- M. gilvum[en]
- M. goodii[en]
- M. gordonae[en]
- M. haemophilum[en]
- M. hassiacum[en]
- M. heckeshornense[en]
- M. heidelbergense[en]
- M. hiberniae[en]
- M. hodleri[en]
- M. holsaticum[en]
- M. houstonense[en]
- M. immunogenum[en]
- M. interjectum[en]
- M. intermedium[en]
- M. intracellulare
- M. kansasii
- M. komossense[en]
- M. kubicae[en]
- M. kumamotonense[en]
- M. lacus[en]
- M. lentiflavum[en]
- M. leprae — збудник лепри
- M. lepraemurium[en]
- M. lepromatosis[en] — інший, менш значний, збудник лепри, описаний в 2008 році
- M. madagascariense[en]
- M. mageritense[en]
- M. malmoense[en]
- M. marinum[en]
- M. massiliense[en]
- M. microti[en]
- M. monacense[en]
- M. montefiorense[en]
- M. moriokaense[en]
- M. mucogenicum[en]
- M. murale[en]
- M. nebraskense[en]
- M. neoaurum[en]
- M. neworleansense[en]
- M. nonchromogenicum[en]
- M. novocastrense[en]
- M. obuense[en]
- M. palustre[en]
- M. parafortuitum[en]
- M. parascrofulaceum[en]
- M. parmense[en]
- M. peregrinum[en]
- M. phlei[en]
- M. phocaicum[en]
- M. pinnipedii[en]
- M. porcinum[en]
- M. poriferae[en]
- M. pseudoshottsii[d]
- M. pulveris[en]
- M. psychrotolerans[en]
- M. pyrenivorans[en]
- M. rhodesiae[en]
- M. saskatchewanense[en]
- M. scrofulaceum[en]
- M. senegalense[en]
- M. seoulense[en]
- M. septicum[en]
- M. shimoidei[en]
- M. shottsii[d]
- M. simiae[en]
- M. smegmatis[en]
- M. sphagni[en]
- M. szulgai[en]
- M. terrae[en]
- M. thermoresistibile[en]
- M. tokaiense[en]
- M. triplex[en]
- M. triviale[en]

- Mycobacterium tuberculosis complex (MTBC) — члени комплексу — збудники туберкульозу людини і тварин
M. tuberculosis — головний збудник туберкульозу людини
M. bovis
M. bovis BCG
M. africanum
M. canettii
M. caprae[en]
M. pinnipedii[en]'

- M. tusciae[en]
- M. ulcerans — збудник виразки Бурулі
- M. vaccae[en]
- M. vanbaalenii[en]
- M. wolinskyi[en]
- M. xenopi[en]